# Béla Bakosi
Béla Bakosi (18 giugno 1957) è un ex triplista ungherese.

## Palmarès

### Europei
- 1 medaglia:
  - 1 bronzo (Atene 1982)

### Europei indoor
- 6 medaglie:
  - 2 ori (Sindelfingen 1980; Milano 1982)
  - 1 argento (Budapest 1988)
  - 3 bronzi (Budapest 1983; Göteborg 1984; Madrid 1986)